# Eimuntas Nekrošius
Eimuntas Nekrošius (Pažobris, 21 novembre 1952 – Vilnius, 20 novembre 2018) è stato un regista teatrale lituano.

## Biografia
Prima di diventare regista studia come attore presso l'Istituto dell'Arte Teatrale Lunačarskij di Mosca, dove si diploma nel 1978. Nel 1977 mette in scena il suo primo lavoro, Sapore di Miele di Shelagh Delaney. Tornato in patria, lavora presso il Kauno Valstybinis Dramos Teatras (Teatro Statale di Kaunas) e successivamente dirige il Valstybinis Jaunimo Teatras di Vilnius (Teatro Giovanile di Stato di Vilnius), dove mette in scena molti dei suoi lavori. Nel 1983 ottiene il premio per la letteratura e le arti della Repubblica Lituana, e prende parte, come attore, ad alcuni film, tra cui Il volo sull'Atlantico e Lezioni di odio. Nel 1984 il regista e la sua compagnia sono per la prima volta impegnati in una tournée internazionale con lo spettacolo Pirosmani, Pirosmani..., con il quale partecipano al Festival BITEF-18 di Belgrado.
Nel 1986 viene fregiato dalla Repubblica Lituana del titolo di "Insigne Lavoratore delle Arti", e sempre nello stesso anno riceve il Premio di Stato dell'Unione Sovietica per gli spettacoli Zio Vanja e Ed oltre il Secolo si Allunga il Giorno. Nel 1988 la compagnia sbarca negli USA per portare in scena Zio Vanja e Pirosmani, Pirosmani..., e nello stesso anno partecipa al BITEF-22 di Belgrado, dove il regista ottiene il premio per la regia e l'allestimento scenico dal giornale Politika. Tra 1988 e 1992 i lavori del regista arrivano in moltissimi paesi del mondo, tra cui Austria, Jugoslavia, Italia, Finlandia, Israele, Norvegia, Svezia, Svizzera e USA. Dal 1993 Nekrosius lavora al Tarptatinis Teatro Festival, dove produce una serie di spettacoli, tra cui Tre sorelle (1995) e Amleto (1997). Il 28 gennaio del 1998 il regista fonda il teatro-studio Meno Fortas.
Nel 1994 viene insignito del Premio Europa Realtà Teatrali «per il lavoro drammaturgico di riadattamento dei testi che porta in scena con gli attori del teatro di Vilnius». In quell'occasione, al Palazzo dei Congressi di Taormina, mette in scena la prima europea di Mozart e Salieri - Don Giovanni, il festino della peste di Puskin, e presenta in anteprima alcune scene dal work in progress su Tre sorelle di Anton Čechov. Tornerà a Taormina nel 1997 per presentare in anteprima alcune scene dal work in progress su Amleto di Shakespeare. Già pluripremiato in Lituania, l'artista ottiene successivamente riconoscimenti internazionali come il Premio Ubu (a lui aggiudicato per ben quattro volte) il Premio K.S. Stanislavskij e il Premio Herder.

### Vita privata
Sposato con la scenografa Nadezda Gultiajeva e con due figli, il regista muore a Vilnius il 20 novembre 2018.

## Produzioni
- Un sapore di miele (Shelagh Delaney), 1977
- Le ballate di Duokiškio (S.Šaltenis), 1978
- Ivanov (Cechov), 1978
- La gatta dietro la porta (G.Kanovicius, S.Šaltenis), 1980
- Il quadrato (E.Nekrosius da Yeliseeva), 1980
- Pirosmani, Pirosmani (V.Korastyliov), 1981
- Amore e morte a Verona (opera rock da K.Antanèlis e Sigitas Geda)
- Il giorno che durò più di un secolo (da Čingiz Ajtmatov), 1983
- Zio Vanja (Cechov), 1986
- Il naso (N. Gogol'), 1991
- Mozart e Salieri, Don Giovanni, La peste (A. Puškin), 1994
- Le piccole tragedie (A. Puškin), 1994
- Tre sorelle (Cechov), 1995
- Amore e morte a Verona (da K.Antanèlis e S.Geda), 1996
- Amleto (W. Shakespeare), 1997
- Macbeth (W. Shakespeare), 1999
- Otello (W. Shakespeare), 2000
- Il gabbiano (Cechov), 2000
- Ivanov (Cechov), 2002
- Macbeth (G. Verdi), 2002 e 2003
- Le stagioni. Gioie della primavera (K.Donelaitis), 2003
- Le stagioni. Ricchezza d'autunno (K. Donelaitis), 2003
- Il giardino dei ciliegi (Cechov), 2003
- Cantico dei cantici (dal Vecchio Testamento), 2004
- I bambini di Rosenthal (L. Desiatnikov), 2005
- Faust (J.W. Goethe), 2006
- La Valchiria (R. Wagner), 2007
- Anna Karenina (L. Tolstoj), 2008
- Idiotas (F. Dostoevskij), 2009
- Divina Commedia (Dante Alighieri), 2012